# Старина Новак
Старина Новак (рум. Baba Novac – Баба Новак; 1530, Пореч (на Дунаву), данас Доњи Милановац — 5. фебруар 1601, Клуж) био је један од најпознатијих српских хајдука, који је касније постао војсковођа у служби влашког кнеза Михаја Храброг.
У српској и румунској култури се и данас слави као народни јунак и ослободилац, због бројних ратних успеха против Турака на подручју данашње Србије, Републике Српске, Румуније, Молдавије и Бугарске.
У румунском граду Клужу му је подигнут и споменик народне захвалности поред места где су га Мађари погубили. Једно место у Трансилванији је названо његовим именом, као и булевар у румунској престоници, Букурешту.
Новаков брат Радивој и син Груја, као и још неки чланови њихове породице, такође су били истакнути хришћански официри 16. века у борби за ослобађање Балкана од исламизације и Османског царства.

## Биографија
Одрастао је у Поречу (данашњи Доњи Милановац), и школовао се у Поречком манастиру. Говорио је српски и грчки. Рано је постао хајдук, након што је заробљен и испребијан од стране Турака. То га је натерало да побегне из родног села у шуме. Тамо га је овдашњи харамбаша научио да рукује оружјем. Убрзо је оформио сопствену чету и придружио му се велики број хајдука.
Године 1595. придружује се кнезу Михајлу Храбром у борби против Османлија где постаје један од највиших команданата кнежеве војске. Као војсковођа српских хајдука послати су да ослободе Влашку. Репутацију великог војсковође добио је када је са својом четом напао Турке у Софији тако што их је преварио променом путање уз Стару планину, и са својих 700 војника успешно извео изненадни напад на турске снаге уз минималне губитке. Ослободио је Видин, Плевну, Орахово, Трговиште, Ђурђево и Букурешт.
Његове снаге су 1600. биле размештене у Банату, тада му је наложено да ослободи све земље на југу. Придружује се устаницима у Мирислу(данас румунизовано Мираслау) и околним градовима, а у децембру са кнезом Михајлом иде све до Беча.
Фебруара 1601. Ђорђе Баста, генерал хабзбуршких снага арнаутског порекла, оптужује га за издају и наређује његово погубљење. Новак бива послат мађарским властима, и 5. фебруара осуђен на набијање на колац са још неколико сабораца. Њихова тела су остављена гавранима и након неколико дана спаљена. На том месту се данас налази његов споменик у граду Клужу, у Румунији.

## Старина Новак у предању и фолклорној књижевности
У српској култури је сећање на Старину Новака претежно сачувано у епским песмама. Епика каже да је хајдуковао по Херцеговини, Босни (нарочито данашњој Републици Српској) и Србији.
Познате су српске епске песме Старина Новак и Дели Радивоје и Старина Новак и кнез Богослав.
У румунској култури је сећање на Старину Новака сачувано у бројним причама и легендама.

## Старина Новак у Српској и Црној Гори
На Гласинцу се много прича о хајдуцима који су четовали по Романији, а највише о самом Старини Новаку који је по народном предању ту хајдуковао са својим братом Радивојем и синовима Татомиром и Грујицом. Иако нема писаних вести о томе да је био на Гласинцу у народној песми се вели за њега да је „Од Гласинца, поља широкога, Са високе горе Романије“.
На Палама у Републици Српској постоји гусларско друштво „Старина Новак“.
На јужној страни планине Романије, изнад Пала у Републици Српској, налази се чувена Новакова пећина, чији је назив везан за хајдука Старину Новака. По народном предању он је ту хајдуковао са својим братом Радивојем и синовима Татомиром и Грујицом, такође познатим хајдуцима.
Павле Ровински је писао о предању по којем су житељи црногорског села Косијери себи присвојили историјску личност Старину Новака, оснивача српских хајдука, јер се код њих налази планина Дебељак.

## Наслеђе
Улице у Клуж-Напоки, Крајови, Букурешту, Брашову, Смедереву и Београду носе име Старине Новака.
У Србији је део београдског насеља Палилула посвећен Старини Новаку. Његово име носе улица, месна заједница, основна школа основана 1922. године и парк. Подручје које парк данас заузима носило је назив Трг Старине Новак до 1954. Градска управа је саопштила у октобру 2017. да ће у парку бити подигнут споменик Старини Новаку.

### Старина Новак у народним песмама
- Старина Новак и кнез Богосав - народна песма
- Са шта Новак оде у хајдуке - народна песма
- Старина Новак и дели Радивоје - народна песма
- Старина Новак избавља сужње из Сарајева - народна песма